# PeaceMaker
„PeaceMaker“ (в превод от английски: „Миротворец“) е третото демо на финландската група Соната Арктика, което е издадено под тогавашното име на групата – Tricky Means. По-късно песента „Tallulah“ е презаписана и включена в албум Silence, а „Peacemaker“ участва като „Б“ страна в сингъла Wolf & Raven. Финландците самостоятелно издават демото.

## Участници
- Тони Како – вокали, клавишни
- Яни Лииматайнен – китара
- Марко Паасикоски – китара
- Томи Портимо – ударни
- Pentti Peura – бас китара